# Rendez-vous sur l'Amazone
Pour plus de détails, voir Fiche technique et Distribution.
Rendez-vous sur l'Amazone (titre original : The Americano) est un film américain de William Castle sorti en 1955.

## Synopsis
L'éleveur texan Sam Dent doit se rendre au Brésil afin de livrer des taureaux reproducteurs à un ranchero. Après un long et difficile voyage, il arrive à Boa Vista mais retrouve son client assassiné. Il part alors rejoindre le ranch en compagnie d'un guide sympathique mais aussi bandit de grand chemin à travers une nature hostile. Il se rend compte peu à peu qu'il est pris dans une guerre entre petits et grands propriétaires et que son hôte, très grand seigneur, est un assassin. Une fois l'ordre rétabli il repart au Texas.

## Fiche technique
- Titre original : The Americano
- Réalisation : William Castle
- Scénario : Guy Trosper d'après une histoire de Leslie T. White
- Directeur de la photographie : William Snyder
- Direction artistique : Jack Okey
- Montage : Harry Marker
- Musique : Roy Webb
- Costumes : Michael Woulfe
- Production : Robert Stillman
- Genre : Western
- Pays de production :  États-Unis
- Durée : 85 minutes (1 h 25)
- Date de sortie :
  - États-Unis : 19 janvier 1955 (première à New York), 29 janvier 1955
  - France : 10 août 1955

## Distribution
- Glenn Ford (VF : Roland Ménard) : Sam Dent
- Frank Lovejoy (VF : André Valmy) : Bento Hermany
- Cesar Romero (VF : Jean-Henri Chambois) : Manuel Silvera / « El Gato »
- Ursula Thiess (en) (VF : Louise Conte) : Marianna
- Abbe Lane (VF : Rolande Forest) : Teresa
- Rodolfo Hoyos Jr. : Cristino
- Salvator Baguez (VF : Gérald Castrix) : le capitaine Raoul Gonzalez
- Tom Powers (VF : Pierre Morin) : Jim Rogers
- Dan White (VF : Jacques Thiery) : Barney Dent
- Frank Marlowe (VF : Raymond Destac) : le capitaine du navire
- George Navarro : Tuba Masero
- Nyra Monsour : la sœur de Tuba